# Beneil Dariush
Beneil Dariush, né le 6 mai 1989 à Ourmia (Iran), est un pratiquant américain d'arts martiaux mixtes (MMA). Il combat actuellement dans la catégorie des poids légers de l'Ultimate Fighting Championship (UFC).

## Jeunesse et débuts en jiu-jitsu brésilien
Beneil Khobier Dariush naît le 6 mai 1989 à Ourmia, en Iran et grandit dans une ferme. Il est chrétien et de descendance assyrienne,. À l'âge de neuf ans, ses parents et lui quittent l'Iran pour émigrer aux États-Unis où ils avaient déjà plusieurs parents de leur grande famille élargie. À cette époque, Beneil Dariush et sa sœur Beraeil ne parlent pas anglais et passent donc le plus clair de leur temps à jouer avec leurs cousins. Beneil Dariush est un chrétien fervent, qui fait souvent état de son appartenance religieuse lors des événements médiatiques de l'Ultimate Fighting Championship (UFC), de son travail promotionnel et des interviews d'après-combat. Fidèle à sa foi, il parraine un orphelinat et une école chrétienne en Haïti, le Cap-Haïtien Children's Home.
Beneil Dariush commence à s'entraîner au jiu-jitsu brésilien en 2007, obtenant sa ceinture noire en seulement cinq ans. Il est un compétiteur très décoré, devenant champion du monde en remportant le World IBJJF Jiu-Jitsu No-Gi en tant que ceinture bleue, violette et marron.

## Carrière dans les arts martiaux mixtes

### Débuts (2009-2013)
Le 20 novembre 2009, il affronte l'Américain Jordan Betts à Pomona, en Californie, et remporte le combat par décision partagée. Le 9 octobre 2010, il affronte l'Américain Vance Bejarano à Pomona, en Californie, et remporte le combat par soumission. Le 21 octobre 2011, il affronte l'Américain Dominic Gutierrez Culver City, en Californie, et remporte le combat par soumission. Le 27 octobre 2012, il affronte le Brésilien Gilberto dos Santos à Goiânia, au Brésil, et remporte le combat par KO technique. Le 19 janvier 2013, il affronte l'Américain Trace Gray à Pomona, en Californie, et remporte le combat par soumission. Le 4 mai 2013, il affronte l'Américain Jason Meaders à Pomona, en Californie, et remporte le combat par KO.

### Ultimate Fighting Championship (depuis 2014)
Le 14 janvier 2014, il affronte l'Américain Charlie Brenneman à Duluth, en Géorgie, et remporte le combat par soumission,. Le 11 avril 2014, il affronte l'Américain Ramsey Nijem à Abou Dabi, aux Émirats arabes unis, et perd le combat par KO technique,. Le 23 août 2014, il affronte l'Américain Anthony Rocco Martin à Tulsa, dans l'Oklahoma, et remporte le combat par soumission,. Le 25 octobre 2014, il affronte le Brésilien Diego Ferreira à Rio de Janeiro, au Brésil, et remporte le combat par décision unanime,. Le 14 mars 2015, il affronte l'Américain Daron Cruickshank à Dallas, au Texas, et remporte le combat par soumission,. Sa prestation est désignée Performance de la soirée. Le 18 avril 2015, il affronte l'Américain Jim Miller à Newark, dans le New Jersey, et remporte le combat décision unanime,. Le 8 août 2015, il affronte l'Américain Michael Johnson à Nashville, dans le Tennessee, et remporte le combat par décision partagée,.
Le 16 avril 2016, il affronte l'Américain Michael Chiesa à Tampa, en Floride, et perd le combat par soumission,. Le 4 juin 2016, il affronte l'Américain James Vick à Inglewood, en Californie, et remporte le combat KO,. Le 5 novembre 2016, il affronte le Russe Rashid Magomedov à Mexico, au Mexique, et remporte le combat par décision unanime,. Le 11 mars 2017, il affronte le Brésilien Edson Barboza à Fortaleza, au Brésil, et perd le combat par KO,. Le 7 octobre 2017, il affronte l'Américain Evan Dunham à Las Vegas, dans le Nevada, et le combat se solde par une égalité à la majorité,.
Le 3 mars 2018, il affronte l'Américain Alexander Hernandez à Las Vegas, dans le Nevada, et perd le combat par KO,. Le 10 novembre 2018, il affronte le Brésilien Thiago Moisés à Denver, dans le Colorado, et remporte le combat par décision unanime,. Le 9 mars 2019, il affronte l'Américain Drew Dober à Wichita, dans le Kansas, et remporte le combat par soumission,. Sa prestation est désignée Performance de la soirée. Le 26 octobre 2019, il affronte l'Américain Frank Camacho à Kallang, à Singapour, et remporte le combat par soumission,. Sa prestation est désignée Performance de la soirée.
Le 7 mars 2020, il affronte l'Américain Drakkar Klose à Las Vegas, dans le Nevada, et remporte le combat par KO,. Sa prestation est désignée Performance de la soirée. Le 8 août 2020, il affronte l'Américain Scott Holtzman à Las Vegas, dans le Nevada, et remporte le combat par KO,. Le 6 février 2021, il affronte pour la deuxième fois le Brésilien Diego Ferreira à Las Vegas, dans le Nevada, et remporte le combat par décision partagée,. Sa prestation est désignée Combat de la soirée. Le 15 mai 2021, il affronte l'Américain Tony Ferguson à Houston, au Texas, et remporte le combat par décision unanime,,.
Le 22 octobre 2022, il affronte le Polonais Mateusz Gamrot à Abou Dabi, aux Émirats arabes unis, et remporte le combat par décision unanime,,. Le 10 juin 2023, il affronte le Brésilien Charles Oliveira à Vancouver, au Canada, et perd le combat par KO technique,. Le 2 décembre 2023, il affronte l'Arménien Arman Tsarukyan à Austin, au Texas, et perd le combat par KO,.

## Palmarès

### Distinctions
- Ultimate Fighting Championship
  - Performance de la soirée (× 4) : face à Daron Cruickshank, Drew Dober, Frank Camacho et Drakkar Klose.
  - Combat de la soirée (× 1) : face à Carlos Diego Ferreira.

### Palmarès en arts martiaux mixtes
| 30 combats     | 23 victoires | 6 défaites |
| Par KO         | 5            | 5          |
| Par soumission | 8            | 1          |
| Sur décision   | 10           | 0          |
| Égalités       | 1            | 1          |

### Historique des combats
| Résultat | Record | Adversaire           | Méthode                                       | Événement                                        | Date             | Round | Temps | Lieu                                | Notes                     |
| -------- | ------ | -------------------- | --------------------------------------------- | ------------------------------------------------ | ---------------- | ----- | ----- | ----------------------------------- | ------------------------- |
| Victoire | 23-6-1 | Renato Moicano       | Décision unanime                              | UFC 317 : Topuria contre Oliveira                | 28 juin 2025     | 3     | 5:00  | Las Vegas, Nevada, États-Unis       |                           |
| Défaite  | 22-6-1 | Arman Tsarukyan      | KO (coup de genou au corps et coups de poing) | UFC on ESPN: Dariush vs. Tsarukyan               | 2 décembre 2023  | 1     | 1:04  | Austin, Texas, États-Unis           |                           |
| Défaite  | 22-5-1 | Charles Oliveira     | TKO (coups de poing)                          | UFC 289                                          | 10 juin 2023     | 1     | 1:40  | Vancouver, Canada                   |                           |
| Victoire | 22-4-1 | Mateusz Gamrot       | Décision unanime                              | UFC 280                                          | 22 octobre 2022  | 3     | 5:00  | Abou Dabi, Émirats arabes unis      |                           |
| Victoire | 21-4-1 | Tony Ferguson        | Décision unanime                              | UFC 262                                          | 15 mai 2021      | 3     | 5:00  | Houston, Texas, États-Unis          |                           |
| Victoire | 20-4-1 | Diego Ferreira       | Décision partagée                             | UFC Fight Night: Overeem vs. Volkov              | 6 février 2021   | 3     | 5:00  | Las Vegas, Nevada, États-Unis       | Combat de la soirée.      |
| Victoire | 19-4-1 | Scott Holtzman       | KO (poing retourné)                           | UFC Fight Night: Lewis vs. Oleinik               | 8 août 2020      | 1     | 4:38  | Las Vegas, Nevada, États-Unis       | Poids de capture.         |
| Victoire | 18-4-1 | Drakkar Klose        | KO (coup de poing)                            | UFC 248                                          | 7 mars 2020      | 2     | 1:00  | Las Vegas, Nevada, États-Unis       | Performance de la soirée. |
| Victoire | 17-4-1 | Frank Camacho        | Soumission                                    | UFC Fight Night: Maia vs. Askren                 | 26 octobre 2019  | 1     | 2:02  | Kallang, Singapour                  | Performance de la soirée. |
| Victoire | 16-4-1 | Drew Dober           | Soumission                                    | UFC Fight Night: Lewis vs. dos Santos            | 9 mars 2019      | 2     | 4:41  | Wichita, Kansas, États-Unis         | Performance de la soirée. |
| Victoire | 15-4-1 | Thiago Moisés        | Décision unanime                              | UFC Fight Night: The Korean Zombie vs. Rodríguez | 10 novembre 2018 | 3     | 5:00  | Denver, Colorado, États-Unis        |                           |
| Défaite  | 14-4-1 | Alexander Hernandez  | KO (coup de poing)                            | UFC 222                                          | 3 mars 2018      | 1     | 0:42  | Las Vegas, Nevada, États-Unis       |                           |
| Égalité  | 14-3-1 | Evan Dunham          | Égalité à la majorité                         | UFC 216                                          | 7 octobre 2017   | 3     | 5:00  | Las Vegas, Nevada, États-Unis       |                           |
| Défaite  | 14-3   | Edson Barboza        | KO (genou volant)                             | UFC Fight Night: Belfort vs. Gastelum            | 11 mars 2017     | 2     | 3:35  | Fortaleza, Brésil                   |                           |
| Victoire | 14-2   | Rashid Magomedov     | Décision unanime                              | TUF LA 3 Finale: dos Anjos vs. Ferguson          | 5 novembre 2016  | 3     | 5:00  | Mexico, Mexique                     |                           |
| Victoire | 13-2   | James Vick           | KO (coups de poing)                           | UFC 199                                          | 4 juin 2016      | 1     | 4:16  | Inglewood, Californie, États-Unis   |                           |
| Défaite  | 12-2   | Michael Chiesa       | Soumission                                    | UFC on Fox: Teixeira vs. Evans                   | 16 avril 2016    | 2     | 1:20  | Tampa, Floride, États-Unis          |                           |
| Victoire | 12-1   | Michael Johnson      | Décision partagée                             | UFC Fight Night: Teixeira vs. Saint Preux        | 8 août 2015      | 3     | 5:00  | Nashville, Tennessee, États-Unis    |                           |
| Victoire | 11-1   | Jim Miller           | Décision unanime                              | UFC on Fox: Machida vs. Rockhold                 | 18 avril 2015    | 3     | 5:00  | Newark, New Jersey, États-Unis      |                           |
| Victoire | 10-1   | Daron Cruickshank    | Soumission                                    | UFC 185                                          | 14 mars 2015     | 2     | 2:48  | Dallas, Texas, États-Unis           | Performance de la soirée. |
| Victoire | 9-1    | Diego Ferreira       | Décision unanime                              | UFC 179                                          | 25 octobre 2014  | 3     | 5:00  | Rio de Janeiro, Brésil              |                           |
| Victoire | 8-1    | Anthony Rocco Martin | Soumission                                    | UFC Fight Night: Henderson vs. dos Anjos         | 23 août 2014     | 2     | 3:38  | Tulsa, Oklahoma, États-Unis         |                           |
| Défaite  | 7-1    | Ramsey Nijem         | TKO (coups de poing)                          | UFC Fight Night: Nogueira vs. Nelson             | 11 avril 2014    | 1     | 4:20  | Abou Dabi, Émirats arabes unis      |                           |
| Victoire | 7-0    | Charlie Brenneman    | Soumission                                    | UFC Fight Night: Rockhold vs. Philippou          | 14 janvier 2014  | 1     | 1:45  | Duluth, Géorgie, États-Unis         |                           |
| Victoire | 6-0    | Jason Meaders        | KO (coup de poing)                            | Respect in the Cage                              | 4 mai 2013       | 2     | 4:03  | Pomona, Californie, États-Unis      |                           |
| Victoire | 5-0    | Trace Gray           | Soumission                                    | Respect in the Cage                              | 19 janvier 2013  | 1     | 0:36  | Pomona, Californie, États-Unis      |                           |
| Victoire | 4-0    | Gilberto dos Santos  | TKO (arrêt du médecin)                        | High Fight Rock 2                                | 27 octobre 2012  | 1     | 4:03  | Goiânia, Brésil                     |                           |
| Victoire | 3-0    | Dominic Gutierrez    | Soumission                                    | Samurai Pro Sports                               | 21 octobre 2011  | 1     | 1:16  | Culver City, Californie, États-Unis |                           |
| Victoire | 2-0    | Vance Bejarano       | Soumission                                    | Respect in the Cage                              | 9 octobre 2010   | 1     | NC    | Pomona, Californie, États-Unis      |                           |
| Victoire | 1-0    | Jordan Betts         | Décision partagée                             | Respect in the Cage 2                            | 20 novembre 2009 | 3     | 5:00  | Pomona, Californie, États-Unis      |                           |